# 柴田聡 (財務・金融官僚)
柴田聡（しばた さとる、1969年 - ）は、日本の財務・金融官僚。地域経済活性化支援機構常務取締役。

## 来歴
岩手県葛巻町生まれ。葛巻町立葛巻中学校、岩手県立盛岡第一高等学校から東京大学文科二類に入学。東京大学経済学部卒業。1992年 大蔵省入省（大臣官房文書課審査係）。法令審査官補を命じられ、1年目は銀行局、2年目は主税局を担当。1994年6月 大臣官房付（スタンフォード大学留学）。1996年7月 厚生省老人保健福祉局老人保健課企画係長。2度の診療報酬改定に携わる。1998年7月 大臣官房政策金融課長補佐。政府系金融機関に関する制度の企画立案や監督業務を担当。日本政策投資銀行が設立される。金融庁（金融再生委員会）の総括政務次官・副大臣秘書官時代は村井仁、宮本一三、村田吉隆の3人に仕える。金融庁監督局総務課長補佐時代に金融再生プログラムを策定。2004年7月 財務省主計局主計官補佐（総務第一係主査）。郵政民営化、通信、消防庁を担当。2012年7月13日 理財局総務課調査室長兼理財局国債企画課国債投資情報官。日銀の監督業務などを担当。2017年7月7日 金融庁総務企画局参事官（国際担当）。2018年7月17日 金融庁総合政策局参事官（国際担当）。2019年7月5日 金融庁総合政策局総務課長。庁内の総合調整、国会対応などを担当。2021年7月8日 中国財務局長。2022年6月23日 地域経済活性化支援機構常務取締役。

## 略歴
- 1992年4月：大蔵省入省（大臣官房文書課審査係）[2]。
- 1994年6月：大臣官房付（スタンフォード大学留学）。
- 1996年7月：厚生省老人保健福祉局老人保健課企画係長。
- 1998年7月：大臣官房政策金融課長補佐。
- 2000年7月：金融庁総務企画部総務課（総括政務次官秘書官）。
- 2001年1月6日：金融庁総務企画局総務課（内閣府副大臣（金融担当）秘書官）。
- 2002年7月：金融庁監督局総務課長補佐。
- 2003年7月：金融庁監督局銀行第二課長補佐（総括）。
- 2004年7月：財務省主計局主計官補佐（総務第一係主査）（郵政民営化、通信、消防庁担当）。
- 2005年7月：主計局主計企画官補佐（調整係主査）。
- 2006年7月：主計局主計官補佐（経済産業第一、二係主査）（経済産業省予算総括、エネルギー特会担当）。
- 2007年7月：金融庁総務企画局総務課国際協力調整官。
- 2008年7月：外務省在中国日本大使館経済部参事官[2][1]。
- 2012年7月13日：理財局総務課調査室長 兼 理財局国債企画課国債投資情報官[1]。
- 2014年7月9日：大臣官房付 兼 内閣官房内閣参事官（内閣官房副長官補（内政担当）付） 兼 内閣官房2020年オリンピック・パラリンピック東京大会推進室参事官。
- 2016年6月22日：金融庁監督局銀行第二課長。
- 2017年7月7日：金融庁総務企画局参事官（国際担当）。
- 2018年7月17日：金融庁総合政策局参事官（国際担当）。
- 2019年7月5日：金融庁総合政策局総務課長。
- 2021年7月8日：中国財務局長[2]。
- 2022年6月22日：大臣官房付。
- 2022年6月23日：地域経済活性化支援機構常務取締役。